# Limestre
Limestre is een plaats (frazione) in de Italiaanse gemeente San Marcello Pistoiese.